# Бернар, Даниэль
Даниэ́ль Берна́р (фр. Daniel Bernard; 29 сентября 1949, XV округ Парижа — 9 апреля 2020[…], Брест) — французский футболист, играл на позиции вратаря.

## Биография

### Игровая карьера
В 1969 году Бернар присоединился к клубу «Ренн», в котором был уверенным дублёром Марселя Обура. В составе «красно-чёрных» он играл в течение восьми сезонов, но основным вратарём стал после того как Обур покинул команду. В 1971 году Бернар в составе «Ренна» выиграл Кубок Франции. Он играл за «красно-чёрных» в Лиге 1 и Лиге 2, сыграв суммарно в двух лигах 152 матча.
В 1977 году переехал в Париж и подписал контракт с «Пари Сен-Жермен», за который играл в течение одного сезона. Затем он перешёл в «Брест», в котором играл в течение шести сезонов и вместе с «Брестом» выходил в элиту французского футбола. Последним клубом в карьере для Бернара стал «Монако», в котором он отыграл один сезон.

### Смерть
Скончался 9 апреля 2020 года в возрасте 70 лет.